# Kim So-hee
Pour les articles homonymes, voir Kim.
Dans ce nom coréen, le nom de famille, Kim, précède le nom personnel.
Kim So-hee, née le 16 septembre 1976 à Daegu, est une patineuse de vitesse sur piste courte sud-coréenne.
Elle est médaillée d'or du relais 3 000 m, médaillée de bronze sur 1 000 m et 5e sur 500 m aux Jeux olympiques d'hiver de 1994 à Lillehammer.